# Byrnstan
Byrnstan (Beornstan, Biornstan; data urodzenia nieznana; zm. 1 listopada 934) – anglosaski biskup Winchesteru, święty kościoła katolickiego i anglikańskiego.
Kronika anglosaska podaje dokładną datę sakry Byrnstana i mianowania go biskupem diecezji Winchester - 29 maja 931, jak również datę jego śmierci - 1 listopada 934. Sygnatura biskupa widnieje na wielu poświadczeniach nadań królweskich Athelstana. Kronikarz William z Malmesbury w swoim dziele Gesta Pontificum Anglorum wspomina biskupa jako człowieka "o wielkiej świętości i pobożności". Zapewne te przymioty sprawiły, że po śmierci Byrnstan został uznany za świętego. William zanotował również relację z objawienia się Byrnstana biskupowi Ethelwoldowi: Byrnstan miał mu pokazać, że cieszy się w niebie chwałą równą św. Biriniusowi i św. Switunowi.
Kolejnym biskupem Winchesteru został biskup Alphege, zwany Starszym.